# Gagik Harutiunian
Gagik Harutiunian (orm. Գագիկ Հարությունյան; ur. 23 marca 1948 w Geghaszen) – armeński ekonomista, prawnik i nauczyciel akademicki, polityk, premier Armenii od 22 listopada 1991 do 30 lipca 1992.
W 1970 ukończył studia ekonomiczne, a w 1973 podyplomowe na Państwowym Uniwersytecie w Erywaniu, gdzie został następnie wykładowcą i kandydatem nauk (doktorem). W latach 1977–1978 odbywał staż zawodowy na Uniwersytecie w Belgradzie. Od 1982 był też wykładowcą ekonomii przy Komitecie Centralnym Komunistycznej Partii Armenii, od 1987 przewodził departamentowi społeczno-ekonomicznemu przy tym komitecie. W 1990 wybrano go do Rady Najwyższej, gdzie został wiceprzewodniczącym. Od 1991 do 1995 pełnił funkcję wiceprezydenta u boku Lewona Ter-Petrosjana. Od listopada 1991 do lipca 1992 piastował stanowisko szefa rządu.
W lutym 1996 powołany na stanowisko szefa Sądu Konstytucyjnego Armenii i Centrum Prawa Konstytucyjnego Armenii. Dekretem prezydenckim z 1998 otrzymał najwyższe możliwe uprawnienia sędziowskie. W 1998 został członkiem Międzynarodowego Stowarzyszenia Prawa Konstytucyjnego. Od 1997 jest redaktorem naczelnym międzynarodowego pisma Sądownictwo Konstytucyjne oraz przewodniczącym Stałej Konferencji Sądów Konstytucyjnych Państw Demokracji Wschodzącej, a także członkiem Międzynarodowej Akademii Informatyzacji. W 1999 obronił doktorat (odpowiednik polskiej habilitacji) z zakresu prawa konstytucyjnego porównawczego. Jest autorem ponad 120 artykułów naukowych z dziedzin takich jak administracja publiczna, prawo konstytucyjne, rozwój regionalny, problematyka demokracji.